# Parafia Wniebowzięcia Najświętszej Maryi Panny w Odrach
Parafia Wniebowzięcia Najświętszej Maryi Panny w Odrach – parafia rzymskokatolicka, znajdująca się w diecezji pelplińskiej, w dekanacie Czersk.